# Michel Saulnier
Michel Saulnier, né en 1956 à Rimouski est un artiste et un enseignant québécois. Il vit et travaille à Saint-Jean-Port-Joli.

## Biographie
Michel Saulnier entreprend d'abord des études en histoire de l'art à l'Université Laval. Il complète sa formation avec une maîtrise à l'Université de Montréal sous la direction de René Payant. Il effectue également plusieurs voyages à l'international où il accroît ses connaissances et sa formation en arts visuels. Tout au long de sa production artistique, il obtient plusieurs bourses dont la Bourse Bayerischen Stataministerium für Wissenschaft.Il est cofondateur du Centre d’artistes Est-Nord-Est. Entre 1995 et 2016, il est enseignant au cégep La Pocatière et au cégep de Rimouski.  
"En reprenant, par ailleurs, certaines composantes de l'art dit naïf, il renforce la connotation en indiquant là qu'il n'y a peut-être pas de différence entre l'art savant et l'art populaire".  

## Expositions (sélection)
- 2020 - Face à l’ours, exposition itinérante, Saint-Jean-Port-Joli
- 2017 - Oreille Cassée, Galerie POPOP, Montréal
- 2008 - Devenir ours, Rétrospective, Musée régional de Rimouski[3]
- 2003 - Blocs, mémoire, Galerie Circa, Montréal
- 2001 - Sans titre, Centre d'exposition Plein-Sud[4]
- 2000 - Les Ours, Centre d’exposition de Val-d’Or
- 1996 - L’œil du collectionneur, Musée d’art contemporain de Montréal
- 1995 - Vita sexualis, espace 502, Édifice Belgo[5]
- 1994 - Michel Saulnier, Galerie Charles & Martin Gauthier, Québec[6]
- 1992 - Terre-terre, Canada/Latin America, Art Museum of the Americas, Washington
- 1990 - Options, Galerie de l’Université de Montréal
- 1985 - Michel Saulnier : polyptyque, International House Gallery, New York[7]
- 1988 - Les temps chauds, Musée d’art contemporain de Montréal[8]

## Art public (section à venir)

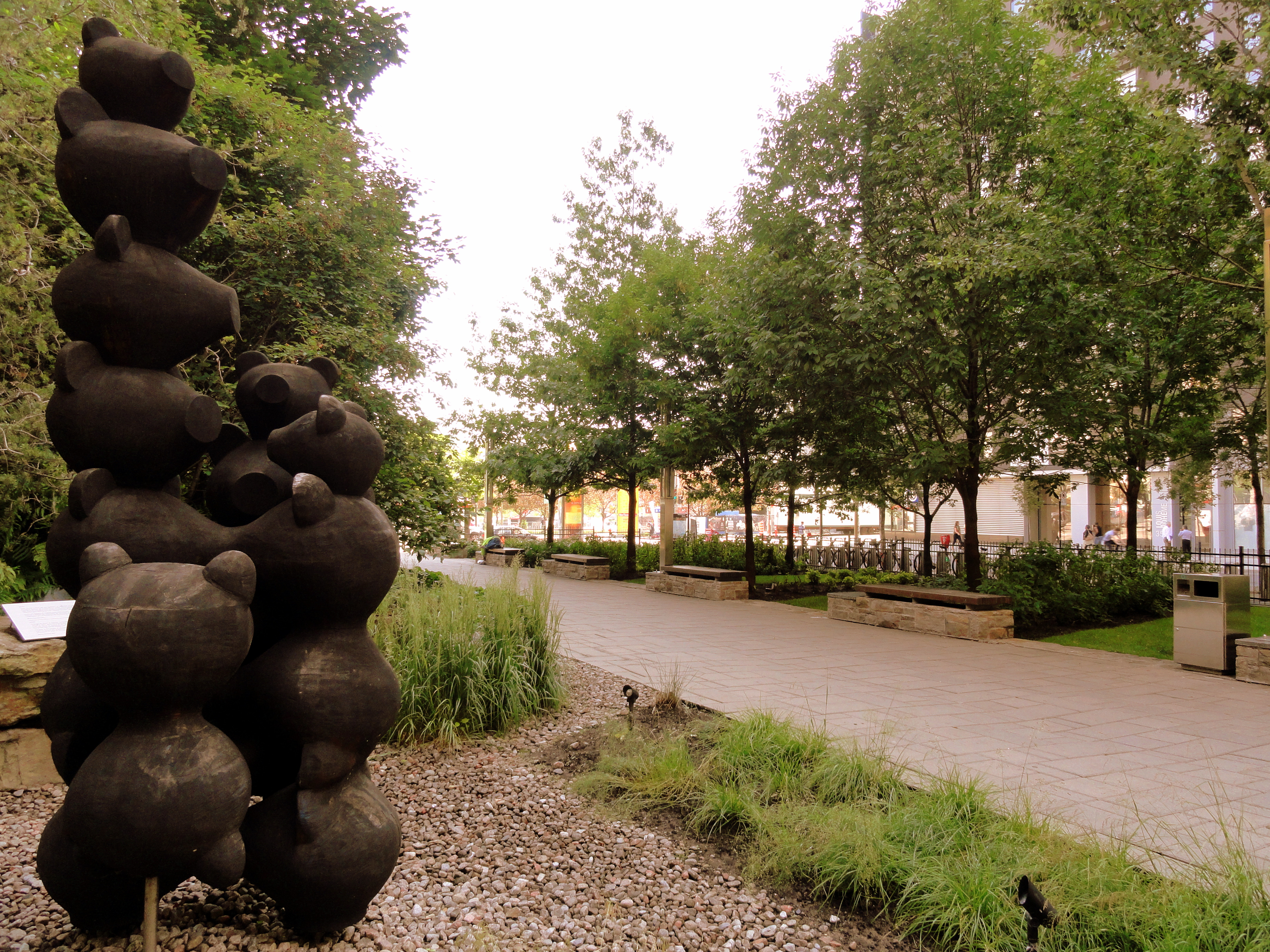
Écho, Michel Saulnier, 2001, Jardin d'arbres de la Domtar

- L'embarquement, 2008, Place du Marché du Vieux-Port, Québec [9]
- Je suis là, Atrium et terrasse de l’Hôpital pour enfants, Centre interuniversitaire de santé McGill[10]
- Nymphéas, 2012, Centre sur la biodiversité, Université de Montréal[11]

## Musées et collections publiques
- Banque d’œuvres d’art du Conseil des arts du Canada[12]
- Fondation Vincent van Gogh, Arles, France
- Freunde des Internalionalen Künstlerhauses, Bamberg
- MacLaren Art Center, Barrie
- Musée d'art contemporain de Montréal
- Musée d'art contemporain de Baie-Saint-Paul
- Musée national des beaux-arts du Québec[13]
- Musée régional de Rimouski
- Villa Concordia, Bamberg, Allemagne